# Nightmute
Nightmute é uma cidade localizada no estado americano de Alasca, no Condado de Berrien.

## Demografia
Segundo o censo americano de 2000, a sua população era de 208 habitantes.
Em 2006, foi estimada uma população de 209, um aumento de 1 (0.5%).

## Geografia
De acordo com o United States Census Bureau, a localidade tem uma área de 263,0 km², dos quais 251,2 km² cobertos por terra e 11,8 km² cobertos por água.

## Localidades na vizinhança
O diagrama seguinte representa as localidades num raio de 72 km ao redor de Nightmute.